# Ploërdut
Ploërdut (tiếng Breton: Pleurdud) là một xã ở tỉnh Morbihan trong vùng Bretagne tây bắc Pháp. Xã này có diện tích 75,83 km², dân số năm 1999 là 1312 người. Khu vực này có độ cao từ 114-285 mét trên mực nước biển.
Cư dân của Ploërdut danh xưng trong tiếng Pháp là Ploërdutais.